# オールバニ (オレゴン州)
オールバニ（英: Albany）は、アメリカ合衆国オレゴン州西部のリン郡にある都市。人口は5万6472人（2020年）。リン郡の郡庁所在地である。ウィラメット渓谷の内部に位置する。
1848年創設、羊毛や穀物の出荷地となる。オレゴン・カリフォルニア鉄道が開通し，木材，皮革，食品加工などの工業が興った。アメリカ合衆国鉱山局の鉱産資源部，オールバニ冶金研究センターがある。市域の一部はベントン郡に属する。

## 歴史

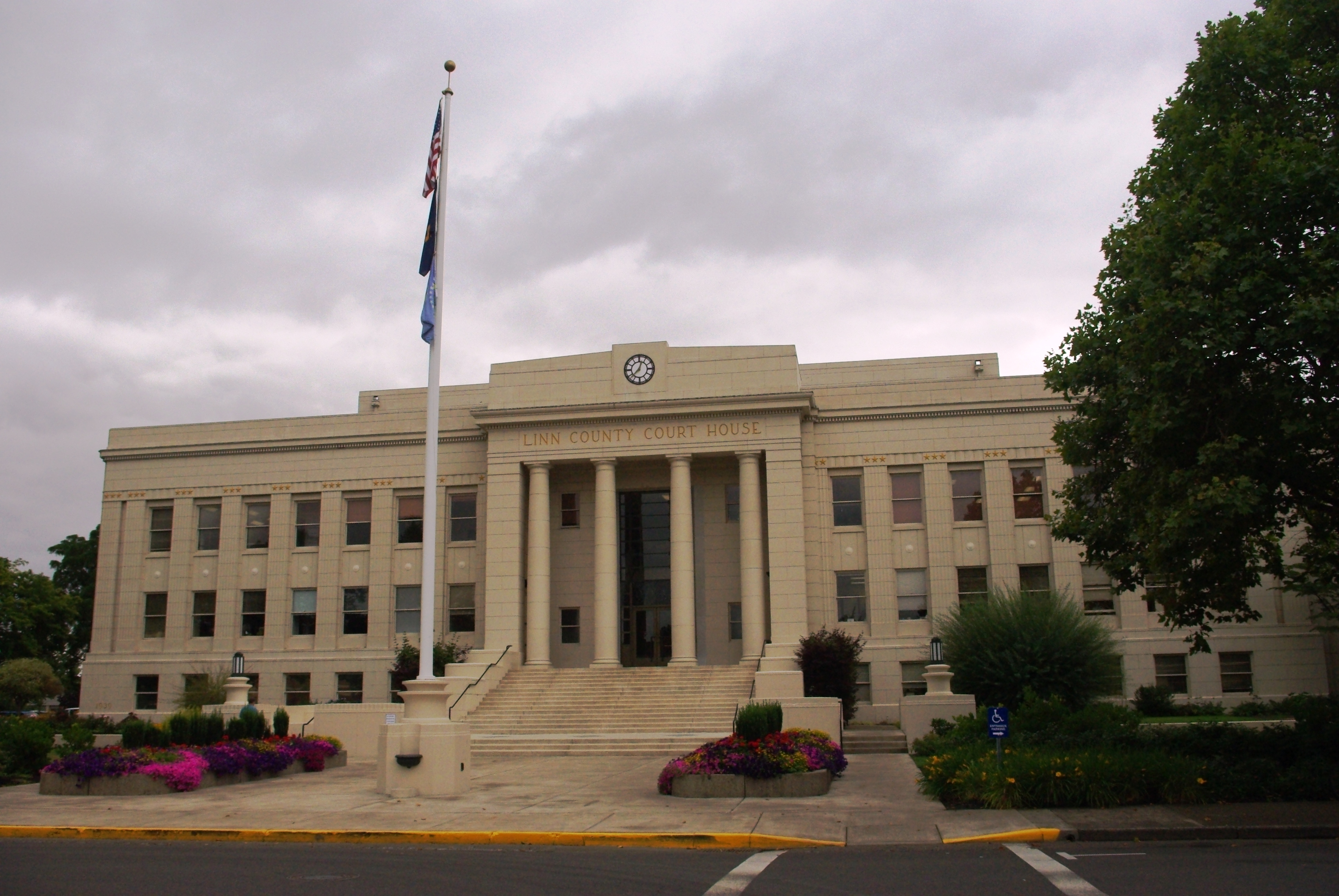
リン郡庁舎

オールバニ市はカラプーイア川とウィラメット川の合流地点に位置する。19世紀までこの地ではペヌーティ語族に属する言語の話者であったカラプヤ族が生活を営んでいた。カラプヤ族はウィラメット渓谷中部に多く住む先住民族であった。
カラプヤ族の間では、オールバニの地をタケナー（Takenah）と呼んでいた。タケナーとは彼らの言葉で「カラプーイア川とウィラメット川が合流する場所にある深い場所」を示す単語に由来しており、おどけた感じで訳すならば「大地の穴」（hole in the ground）となる。この名称はカラプーイア川の合流地点周辺を指して用いられていた可能性がある、というのも合流地点では土手に近い場所で川の流れが地面に穴を開けている場所があったからである。名称にはバリエーションがあり、テケナー（Tekenah）と表記されることもある。
現在のオールバニ市域内に、最初にヨーロッパ人が移り住んできたのは1846年のことであった。この地に住む名家のウォルター＆トーマス・モンティース兄弟により、1848年にオールバニの町が成立。モンティース兄弟は、不法居住者のハイラム・スミードから400米ドルで土地権と馬一頭を購入し、新しい街の建設用地に充てた。オールバニの名称は、モンティース兄弟の出身地であるニューヨーク州オールバニから取られた。
モンティース家は1849年、オールバニで初となる木造家屋を建てた。このモンティース邸は完成当時、オレゴン州で最も優れた邸宅と言われた。モンティース家は同年、邸宅の応接間を雑貨屋として開放した。最初の学校は1851年に立てられ、1852年には最初の蒸気船が到着、製粉工場も建てられた。
1849年、タケナーの町がオールバニ近郊に設立された。1852年にはオレゴン準州議会がタケナーの名称を両町に適用した。オールバニの名称が準州議会により復活を遂げたのは1855年のことであった。
オールバニ郵便局が1850年1月8日に設立され、1850年11月4日には「ニューオールバニ」に改称された。1853年には再びオールバニの名称に戻った。
オールバニは1852年に郡庁所在地の座を、スイートホーム近郊の集落カラプーイアから奪ったが、オールバニは1864年になって初めて市として法人化された。
マウンテン・ステーツ・パワー・カンパニーは1918年に創業以来、ずっとオールバニに本社を置いていた。同社は1954年、パシフィック・パワー・アンド・ライト社（現：パシフィコープ社）に吸収され、その歴史に幕を閉じた。
1970年代に入ると、オールバニは市域拡大計画を立ち上げ、ワー・チャン・コーポレーションのジルコニウム処理工場の囲い込みを図った。ワー・チャン社は1974年、それに対抗して投票の後押しを行い、同社の望みの土地をミラーズバーグ市として法人化した。

## 地理と気候
オールバニはオレゴン州で最も人口の多い地域、ウィラメット渓谷の中部に位置する。オールバニの市域の大部分はリン郡に属するが、ウィラメット川を挟んで西側のわずかの地域はベントン郡に属する。
アメリカ合衆国国勢調査局によれば、市の総面積は42km2（16.1mi2）で、その内41km2（15.9mi2）が陸地、0.52km2（0.2mi2）が水地である。水地率は1.18%である。オールバニの都市成長境界は56km2（21.7mi2）の面積に及ぶ。
オールバニの平均日最低気温/最高気温は、1月で 30/45°F(−1/7℃)、8月で 52/84°F(11/29℃) である。

## 人口動態
2000年の国勢調査では、市の人口は40,852人で、16,108世帯、10,808家族が暮らしていた。人口密度は2,571.8/mi2（1004.6/km2）だった。1,093.8/sq mi（427.3/km²）の平均密度に17,374軒の住宅が建っている。人種構成は、白人91.68%、アジア系1.14%、アフリカン・アメリカン0.53%、先住民系1.22%、太平洋諸島系0.21%、その他の人種2.65%、および混血2.56%である。人口の6.09%はヒスパニックまたはラテン系だった。
170世帯のうち、33.3%が18歳未満の子供と一緒に生活しており、51.1%は夫婦で生活している。11.7%は未婚の女性または寡婦が世帯主であり、32.9%は結婚していない。26.1%は1人以上の独身の居住者が住んでおり、10.4%は65歳以上で独身である。1世帯の平均人数は2.49人であり、結婚している家庭の場合は、2.99人である。
市の住民は26.4%が18歳未満の未成年、18歳以上24歳以下が9.6%、25歳以上44歳以下が29.3%、45歳以上64歳以下が21.9%、および65歳以上が12.7%にわたっている。中央値年齢は35歳である。女性100人ごとに対して男性は94.5人である。18歳以上の女性100人ごとに対して男性は91.7人である。
この都市の世帯ごとの平均的な収入は39,409米ドルであり、家族ごとの平均的な収入は46,094米ドルである。男性は36,457米ドルに対して女性は24,480米ドルの平均的な収入がある。この地域の一人当たりの収入 (per capita income) は18,570米ドルである。人口の11.6%および家族の9.3%は貧困線以下である。全人口のうち18歳未満の14.1%および65歳以上の7.5%は貧困線以下の生活を送っている。

## 行政

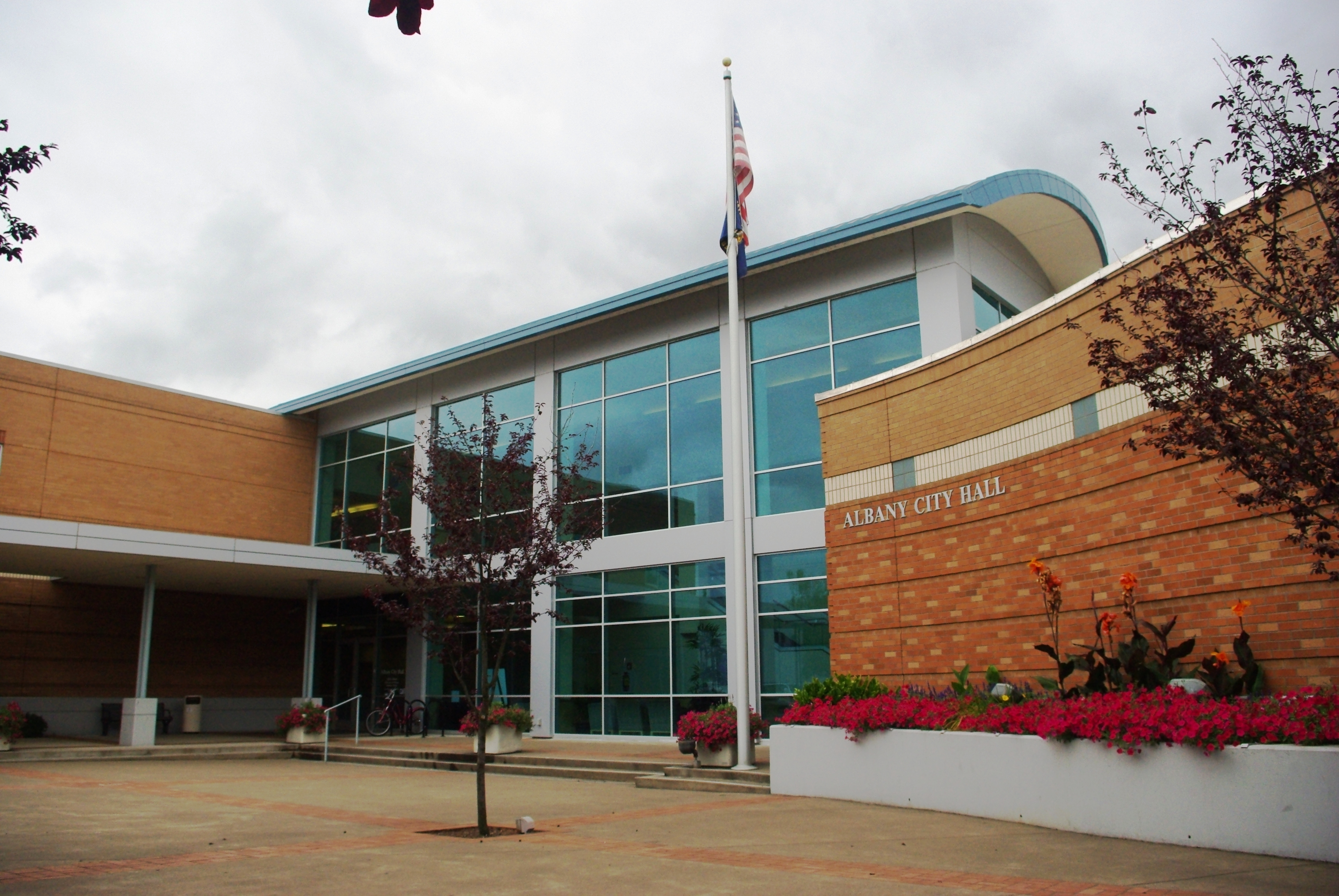
オールバニ市役所

オールバニ市議会は市長・議会型の議会形態を採用している。市議会は選挙により選ばれた6人の議員から構成される。選挙区は3つあり、各選挙区から2人ずつ議員が選ばれる。議員の任期は4年である。市長は市全体から投票により選挙される。市長の任期は2年である。

## 経済

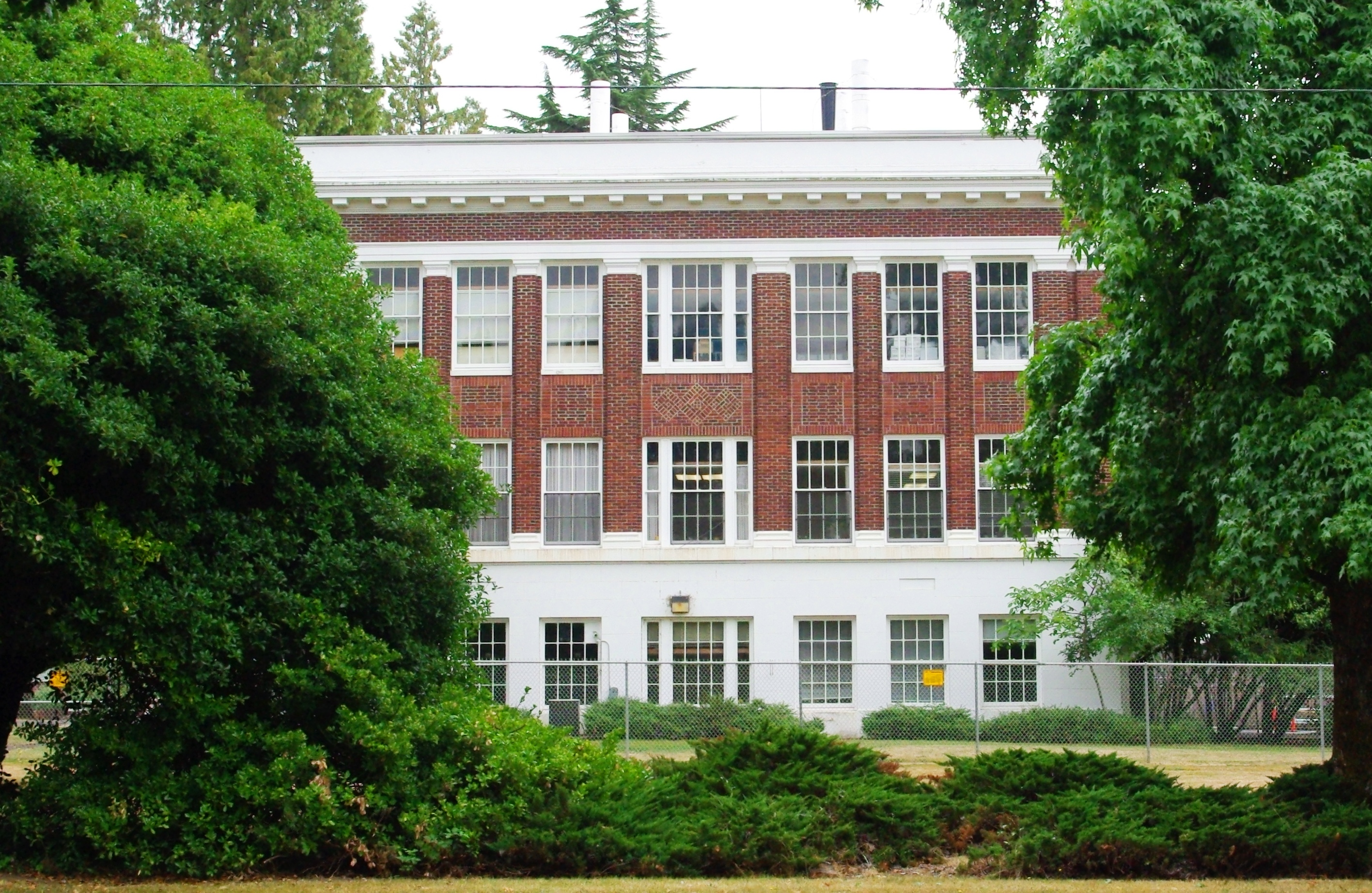
オールバニ研究センター

オールバニは「希少金属の世界首都」と呼ばれ、ジルコニウム、ハフニウム、チタンを産出する。
オールバニおよび周辺地域は、芝生の種の重要な輸出地域である。その他生産される穀物に、トウモロコシ、豆、ハッカ、イチゴ、ヘーゼルナッツなどがある。
オールバニでは製材業が衰退し、また製造業で外注が盛んになったこともあり、リン郡の失業率は比較的高くなっている。オレゴン州雇用局は市別の失業率統計を行っていないため、オールバニにおける失業率は不明である。
市内には、国立エネルギー技術研究所の下位機関であるオールバニ研究センターがある。85人のスタッフが勤務する研究所で、金属産業や合金産業と関係がある。

## 文化

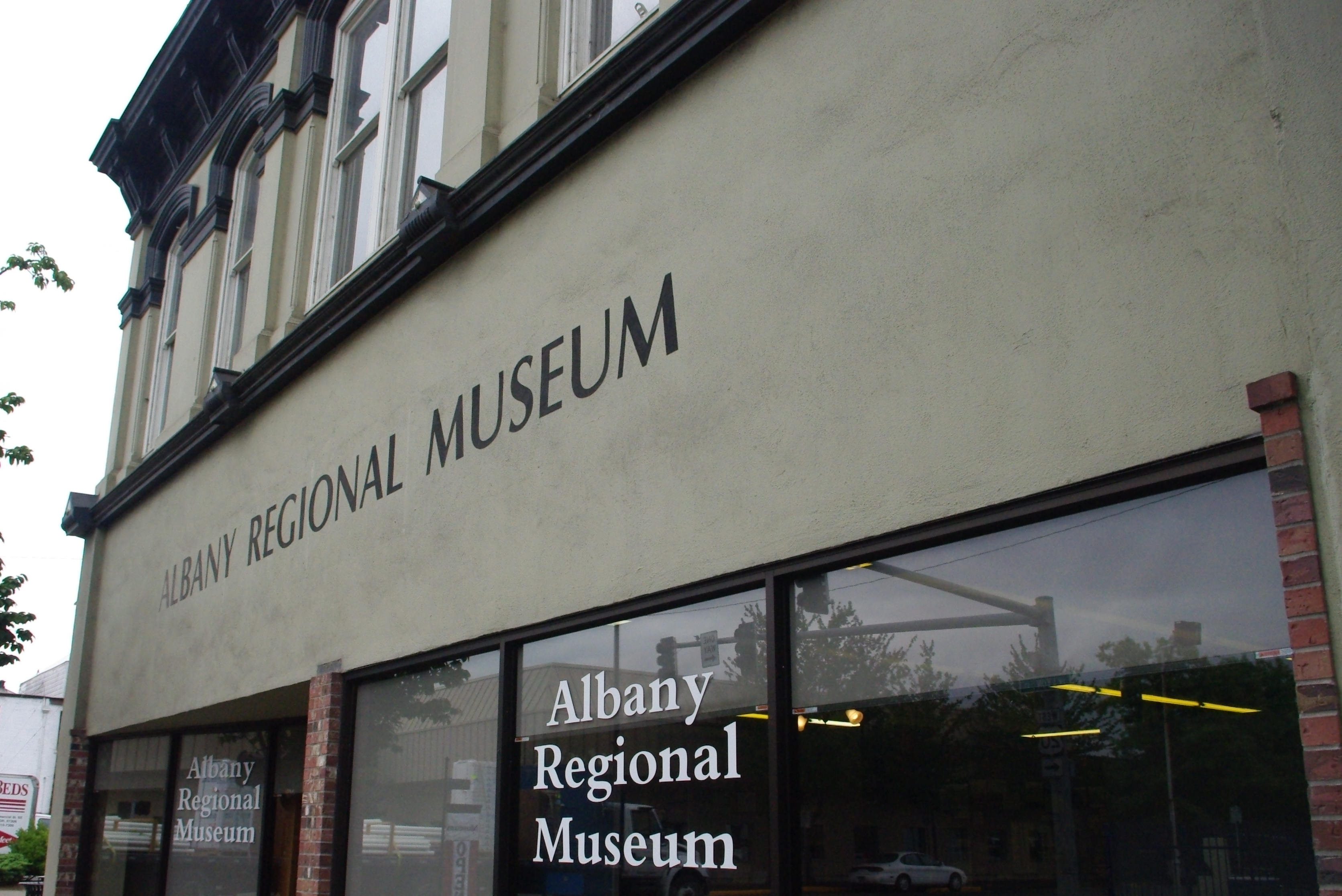
オールバニ地域博物館

### 文化行事
オールバニでは毎年開催のイベントが幾つかある。「ノースウェスト・アート・アンド・エア・フェスティバル」はティンバー・リン・パークで開かれる恒例祭。「リバー・リズムズ」はモンティース・リバーパークで7月初旬から8月中旬まで開かれるコンサートシリーズ。「ベテランズ・デイ・パレード」はオールバニが主催するアメリカ合衆国西部でも有数の規模を持つパレードである。「オールバニ・ティンバー・カーニバル」は休止中だったが2008年に再開した祭典で、丸太切り競争やカーニバルが行われる。その他、「ウィラメット・リバー・フェスティバル」などがある。

### 博物館などの名所

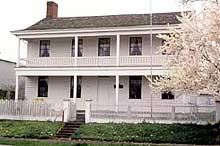
モンティース邸

市内には博物館などの名所がいくつかある。トーマス＆ウォルター・モンティース邸はもともとカラプーイア川の傍に建てられた邸宅であるが、2回の移設を経てオールバニ中心街に着き、現在はオールバニ市全体でも有数の古い建築物となっている。現在は国家歴史登録財に指定され、博物館として利用されている。オールバニ地域博物館は、オールバニの歴史について展示などを行う博物館であり、もともと1887年にS.E.ヤングにより建てられた歴史的建築物を用いている。オールバニ旧市街も名所として知られ、古風な店やレストラン、オールバニ・シビック・シアターの他、現在でも用いられているものとしては最も古い部類にあるカーネギー図書館などがある。2006年12月の時点で、回転木馬の建設が進められており、2012年までの完成を目指している。オールバニ中心街は国家歴史地区（National Historic District）に指定されている。また、市民劇場としてはオレゴン州内でも有数の歴史を持つオールバニ・シビック・シアターは1951年5月2日の開館以来、営業をずっと続けている。

### レクリエーション
オールバニには「ゴルフ・クラブ・オブ・オレゴン」と「スプリング・ヒル・カントリー・クラブ」というゴルフコースがあり、共にノースオールバニにある。ボウリング場も2つあり、それぞれ「AMFオールバニ・レーンズ」、「レイク・ショア・レーンズ」と呼ばれる。

## 公園
市内にはオールバニ市公園局（Albany Parks and Recreation Department）が管理する33の都市公園がある。

## 教育

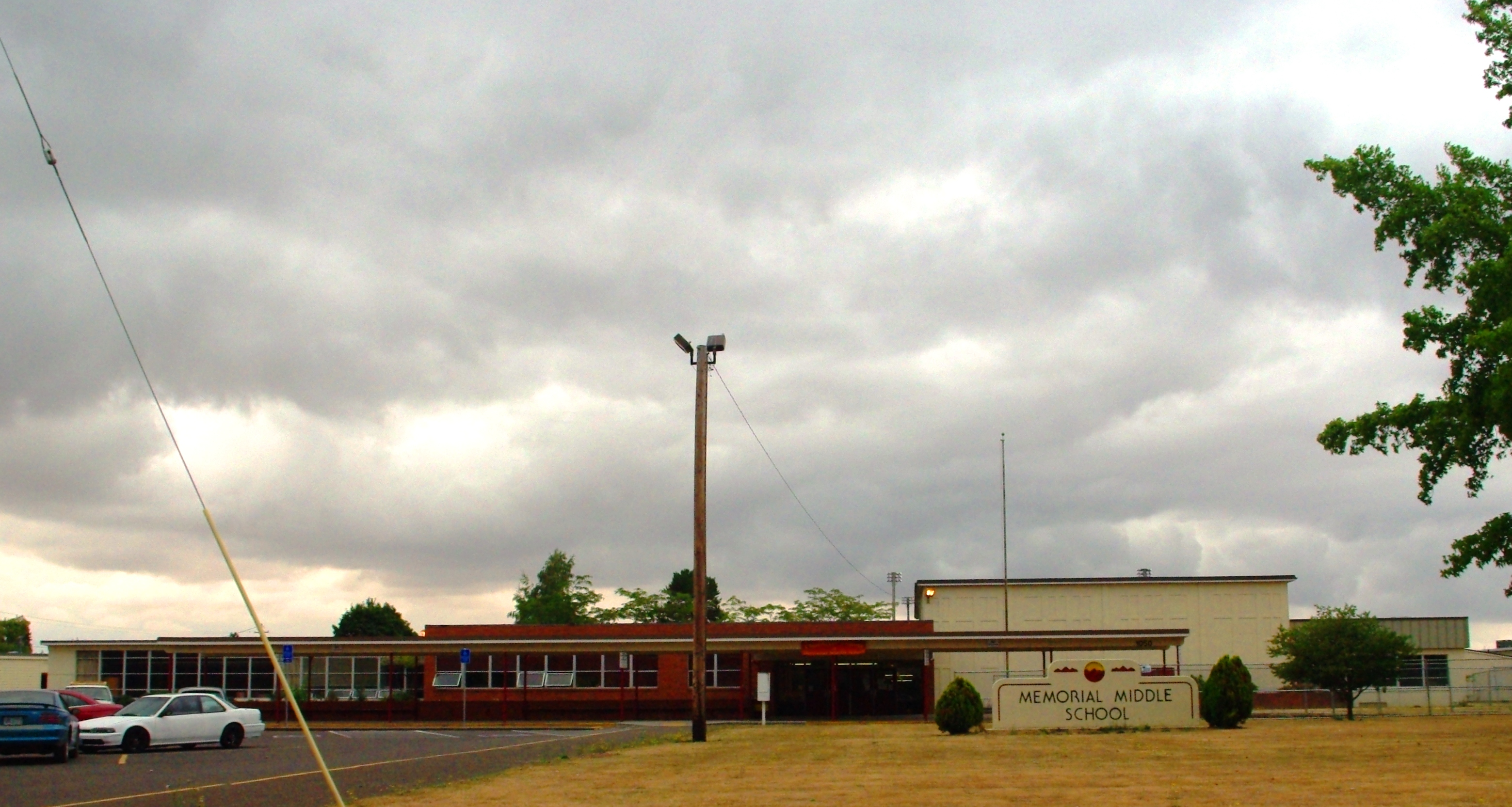
メモリアル中学校

高等教育機関として、リン・ベントン・コミュニティ・カレッジが本部を置く。また、市内を包括する公立学区はグレーター・オールバニ公立学区であり、ウェスト・オールバニ高等学校とサウス・オールバニ高等学校がある。
1867年に創立したオールバニ・カレジエイト・インスティテュートは、オールバニの高等教育機関として70年間機能していたが、後にポートランドに移り、現在はルイス・アンド・クラーク大学として存続している。

## メディア

### 新聞
市内の主要新聞はオールバニ・デモクラット・ヘラルド紙である。

### ラジオ
- KRKT-FM (99.9FM)
- HOPE (107.9FM)
- KGAL (1580 AM)
- KSHO (920 AM)
- KWIL (AM 790)

## 交通

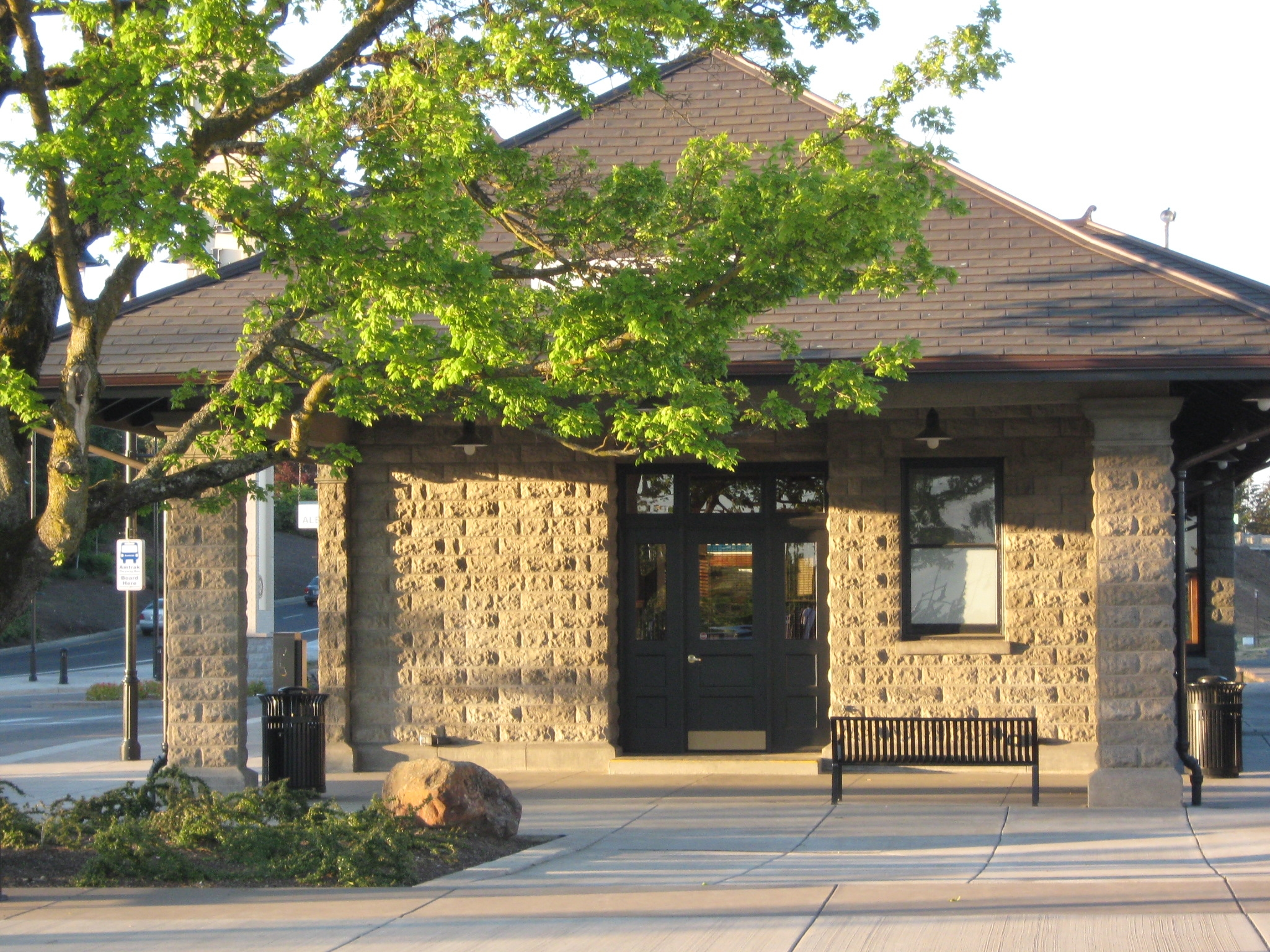
アムトラックの駅

### 幹線道路
州間高速道路5号線がすぐ隣を通っている。また、市の南北をオレゴン州道99号東線、東西を国道20号線が貫いている。

### 鉄道
全米規模の旅客鉄道網であるアムトラックがオールバニに通っており、南西10thアベニューにある駅に2路線が停まる。ひとつはロサンゼルスとシアトルを結ぶ夜行列車「コースト・スターライト」であり、オールバニには毎日上下線とも停車する。もうひとつは「アムトラック・カスケーズ」とよばれる中距離列車で北はシアトル経由でバンクーバーまで、南は隣のオレゴン州ユージーンまでを結んでおり、毎日数回ずつ上下線とも停車する。

### バス
オールバニの公共交通はオールバニ・トランジット・システム（ATS）が提供している。コーバリスまで行くバスは、「リン＝ベントン・ループ」と「バレー・リトリーバー・スルーウェイ」という2つの郡間バス交通が提供している。ATS、リン＝ベントン・ループ、バレー・リトリーバーの3路線はすべてオールバニのアムトラック駅に続いている。

### 航空
オールバニ市営空港がオールバニ市東端にある。1920年に開港した空港で、おそらくオレゴン州で現在稼働する空港としては最古の空港であると考えられている。民間の航空交通ついては、南はユージーン空港、北はポートランド国際空港への航空便がある。

### 橋梁
エルズワース・ストリート橋、ライオン・ストリート橋があり、共にウィラメット川を渡している。

## 医療
サマリタン・ヘルス・サービシズが運営するサマリタン・オールバニ総合病院がある。

## 著名な居住者
- デイヴィ・チェイス - 女優